# Czerwony Strumień
Czerwony Strumień (deutsch: Rothflössel) war ein nicht mehr existierendes Dorf im Süden des Powiat Kłodzki in der Woiwodschaft Niederschlesien in Polen. Das Gebiet gehört zur Stadt- und Landgemeinde Międzylesie (Mittelwalde) und liegt vier Kilometer südwestlich von Międzylesie (Mittelwalde).

## Geographie
Das Gebiet des vormaligen Rothflössel liegt im Habelschwerdter Gebirge im äußersten Süden des Glatzer Kessels, unmittelbar an der Grenze zu Tschechien. Nachbarorte sind Smreczyna (Schönau b. Mittelwalde) im Nordosten, Kamieńczyk (Steinbach) im Südosten und Lesica (Freiwalde) im Nordwesten. Jenseits der Grenze liegt in den Ausläufern des Adlergebirges České Petrovice (Böhmisch Petersdorf). Nördlich erhebt sich die 713 m hohe Salzkuppe (polnisch Bochniak).

## Geschichte

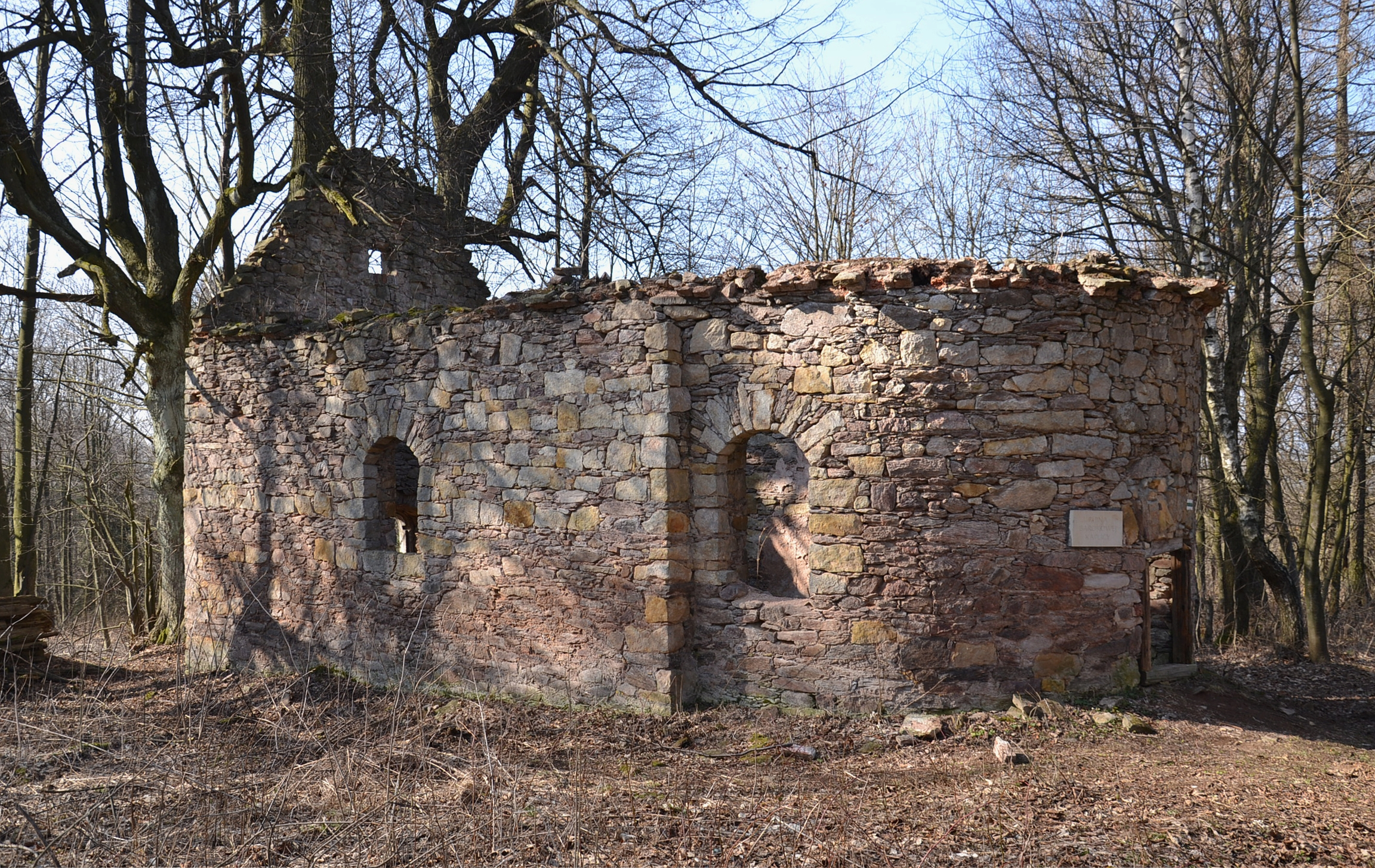
Kirche in Rothflössel

Rothflössel wurde 1631 als „Rotenflues“ erwähnt. Es entstand am gleichnamigen Fluss und gehörte zur Herrschaft Mittelwalde in der Grafschaft Glatz, mit der es die Geschichte seiner politischen und kirchlichen Zugehörigkeit teilte. Nach dem Ersten Schlesischen Krieg 1742 und endgültig mit dem Hubertusburger Frieden 1763 fiel es zusammen mit der Grafschaft Glatz an Preußen. Nach der Neugliederung Preußens gehörte es ab 1815 zur Provinz Schlesien und war zunächst dem Landkreis Glatz eingegliedert. 1818 erfolgte die Umgliederung in den neu gebildeten Landkreis Habelschwerdt, mit dem es bis 1945 verbunden blieb. Seit 1874 gehörte die Landgemeinde Rothflössel zusammen mit den Landgemeinden Bobischau, Grenzendorf, Herzogswalde, Schönau, Schönthal, Schreibendorf und Steinbach zum Amtsbezirk Mittelwalde (Schles.) 1939 wurden 69 Einwohner gezählt.
Als Folge des Zweiten Weltkriegs fiel Rothflössel 1945 wie fast ganz Schlesien an Polen und wurde in Czerwony Strumień umbenannt. Die deutsche Bevölkerung wurde vertrieben. Die neu angesiedelten Bewohner waren teilweise Zwangsumgesiedelte aus Ostpolen, das an die Sowjetunion gefallen war. Seit 1945 gehörte es zum Powiat Bystrzycki. Wegen der abgelegenen Grenzlage verließen die Bewohner den Ort in den nachfolgenden Jahren, wodurch die Häuser und Gehöfte dem Verfall preisgeben wurden. Czerwony Strumień gilt seit mehreren Jahrzehnten als nicht mehr existent. Das Gebiet gehört weiterhin zur Stadt- und Landgemeinde Międzylesie.

## Sehenswürdigkeiten
- Ein Steinkreuz, das vor der nicht mehr erhaltenen Kirche stand, wurde nach Kamieńczyk (Steinbach) übertragen und dort vor der Kirche aufgestellt.

## Persönlichkeiten
- Joseph Knauer (1764–1844), Fürstbischof von Breslau.